# Железные Ворота (перевал)

Застава Железные ворота

Железные Ворота (кит. трад. 铁门关, Темэньгуань) — перевал в Синьцзян-Уйгурском автономном районе Китая, соединяет Карашар (Яньци-Хуэйский автономный уезд) на севере и город Корла в Баянгол-монгольском автономном округе на юге. Первый город сразу к северу от перевала — Ташидянь.
Исторически перевал Железные Ворота имел стратегическое значение на Великом Шёлковом Пути. Контрольно-пропускной пункт («застава», гуань — 关) был создан на перевале во время династии Тан.
В настоящее время проход больше не является частью дорожной инфраструктуры региона и сохраняется как объект исторического значения. Современная трасса от Яньци до города Корла (Годао 218) проходит через горы к востоку от ущелья.